# Křešice
Obec Křešice se nachází v okrese Litoměřice v Ústeckém kraji asi šest kilometrů východně od Litoměřic. Rozkládá se na pravém břehu řeky Labe při ústí Blatenského potoka. Severozápadně od obce se zvedá vrch Křemín (244 m). Na počátku roku 2017 zde žilo přibližně 1 500 obyvatel.

## Historie
První písemná zmínka o obci pochází z roku 1057 ze zakládací listiny litoměřické kapituly.

## Pamětihodnosti

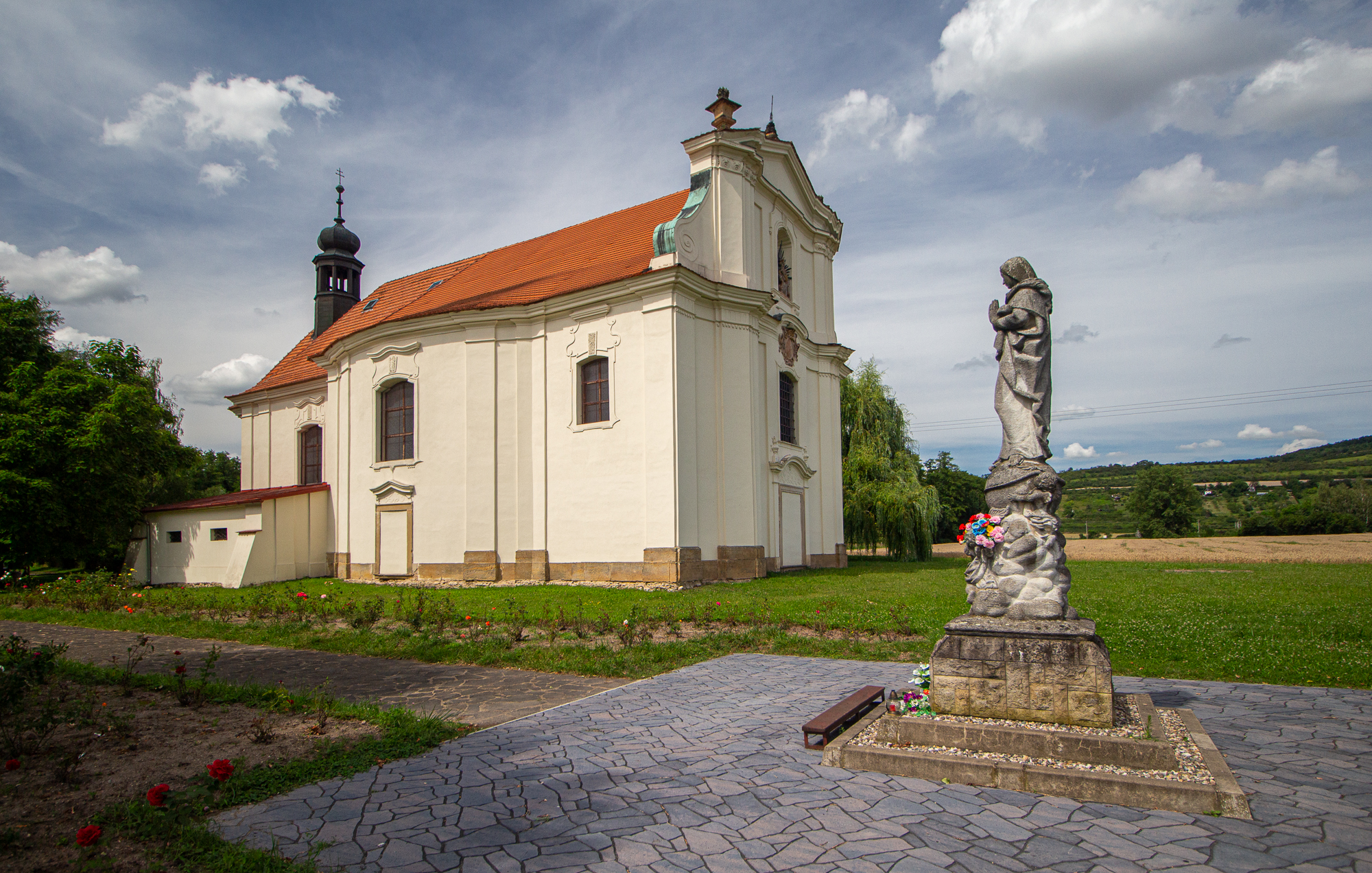
Kostel Navštívení Panny Marie

- Kostel Navštívení Panny Marie
- Kostel svatého Matouše
- Sousoší Panny Marie a dvou andělů
- Venkovská usedlost čp. 74
- Venkovský dům čp. 44

### Přírodní rezervace Holý vrch
Na katastrálním území Křešice u Litoměřic a částečné též sousední obce Encovany se na ploše 37,3552 ha rozkládá přírodní rezervace Holý vrch. Vegetaci na chráněném území tvoří především dubohabřiny a křoviny se suchými travními porosty.

## Doprava
Skrze Křešice vede silnice II/261, spojující mj. města Litoměřice a Štětí. Prochází zde též železniční trať 072 (Lysá nad Labem – Mělník – Litoměřice – Ústí nad Labem), na níž je při horním konci obce situována zastávka Křešice u Litoměřic.

## Části obce
- Křešice
- Nučnice
- Sedlec
- Třeboutice
- Zahořany

## Fotogalerie

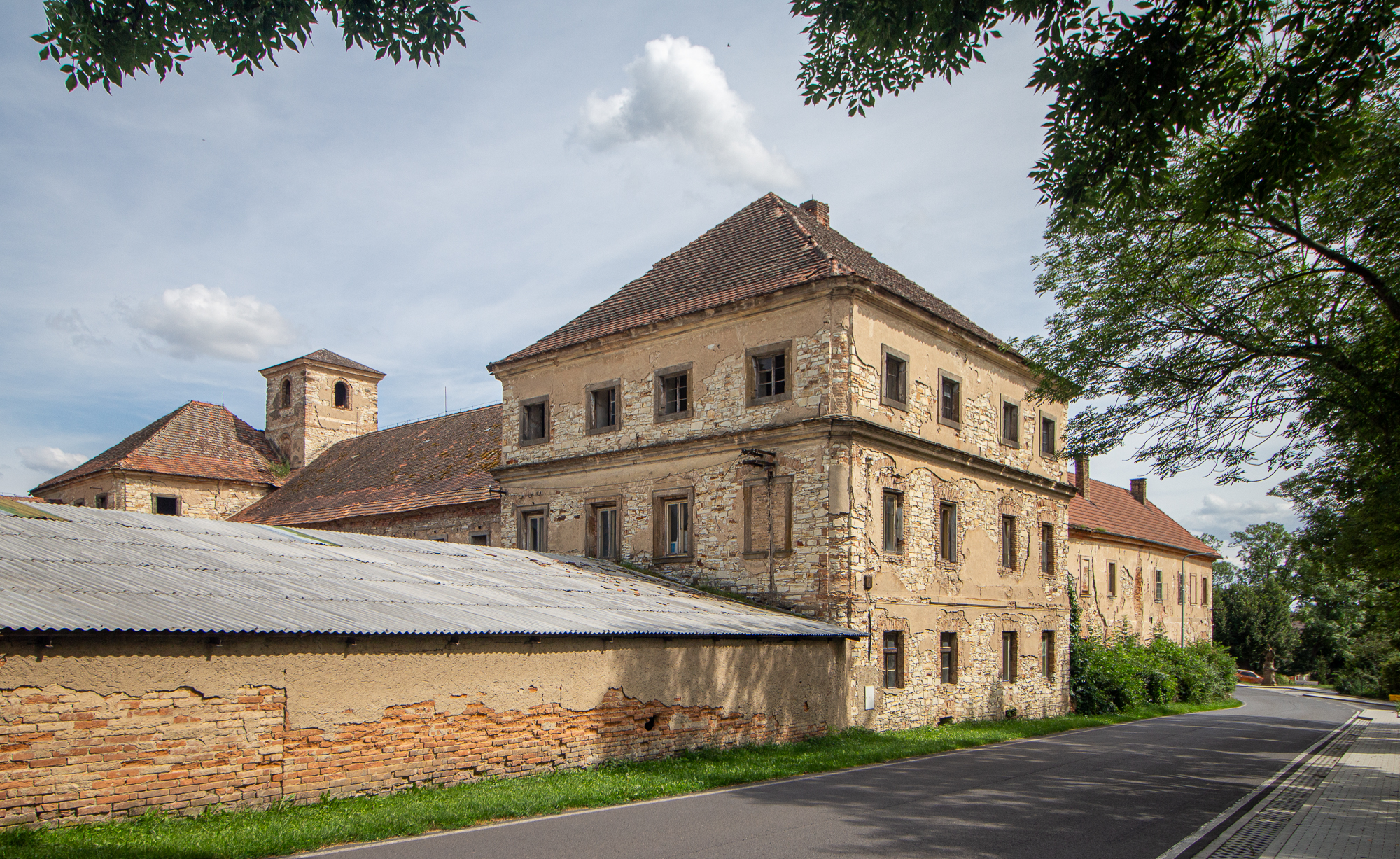
Zámek v Zahořanech
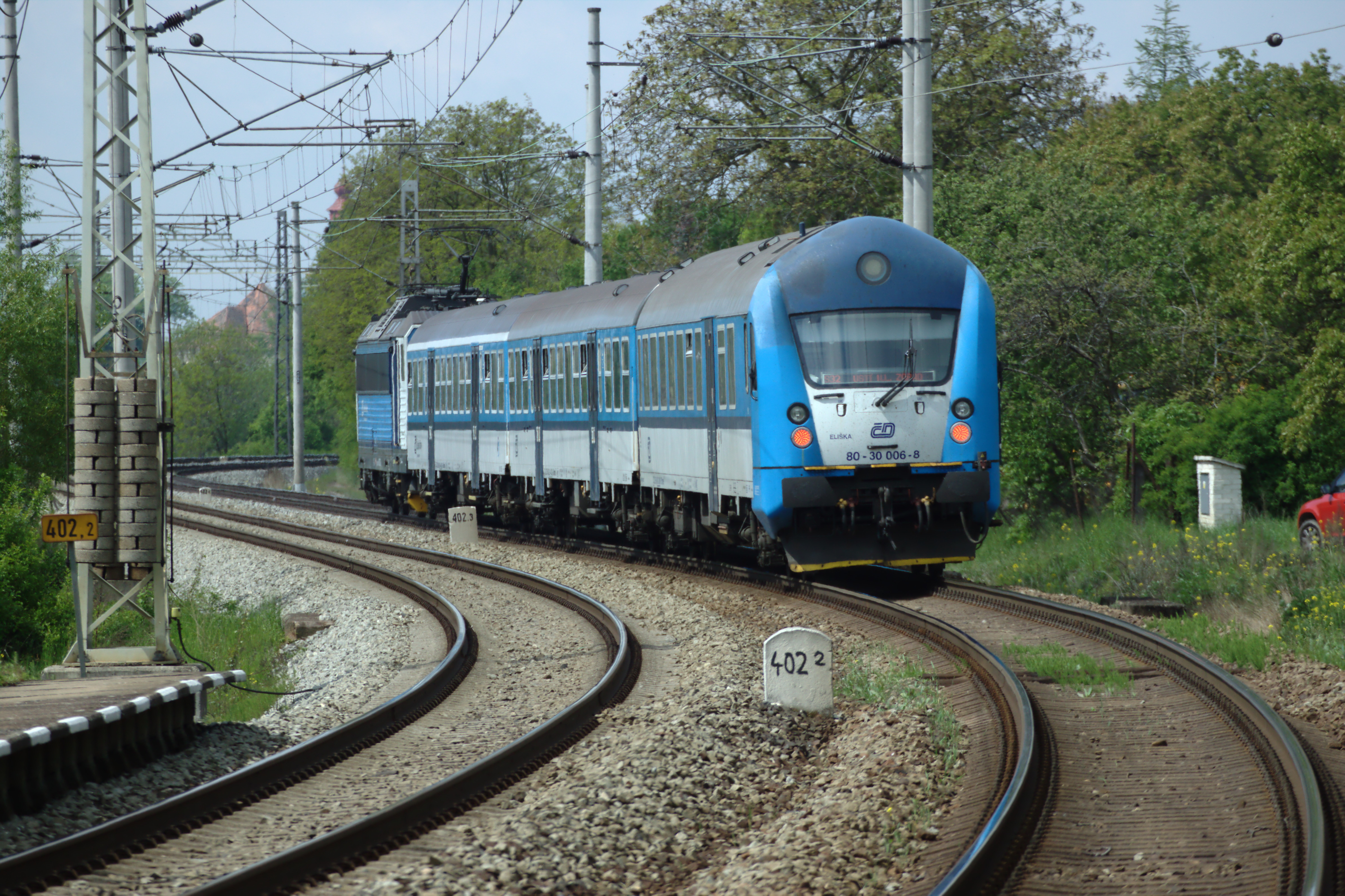
Železniční trať u Křešic
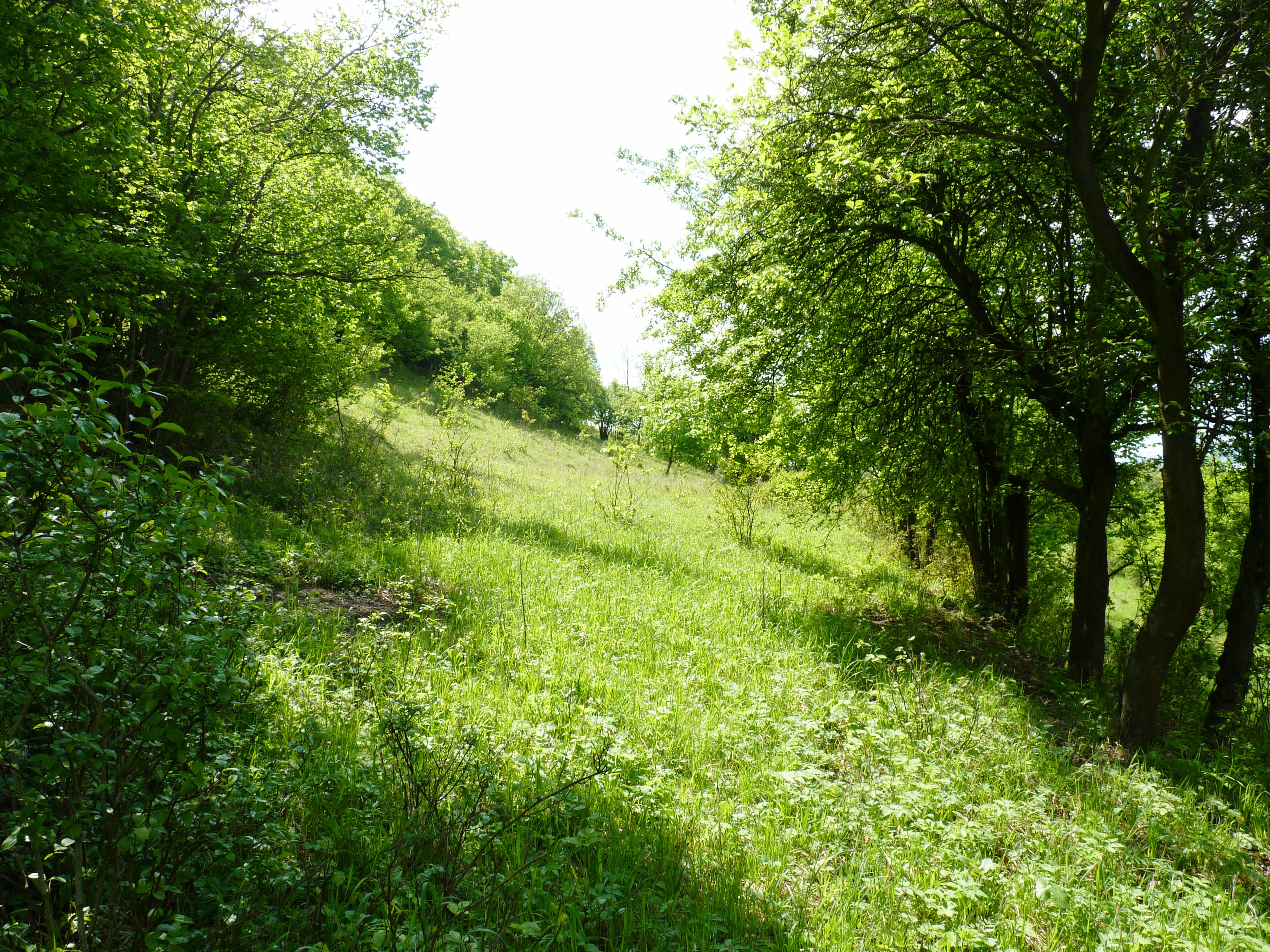
Stráň v přírodní rezervaci Holý vrch
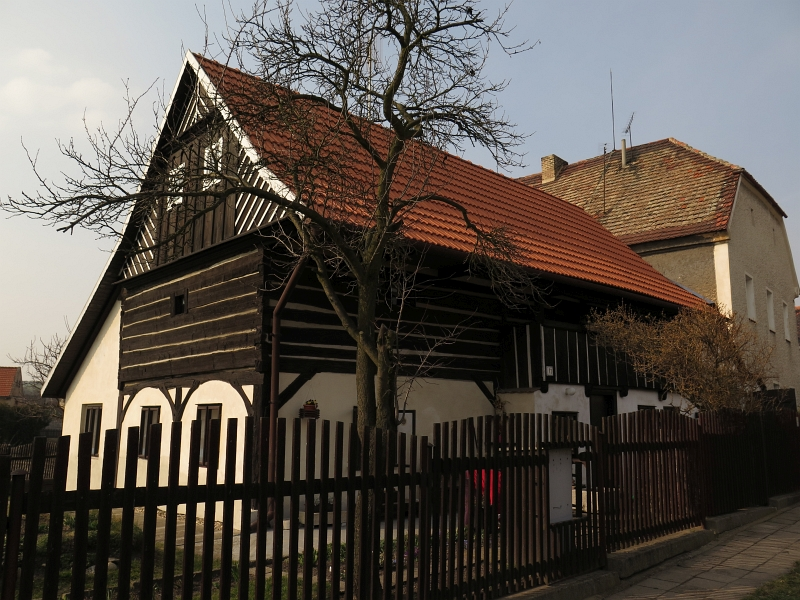
Památkově chráněný dům v Zahořanech
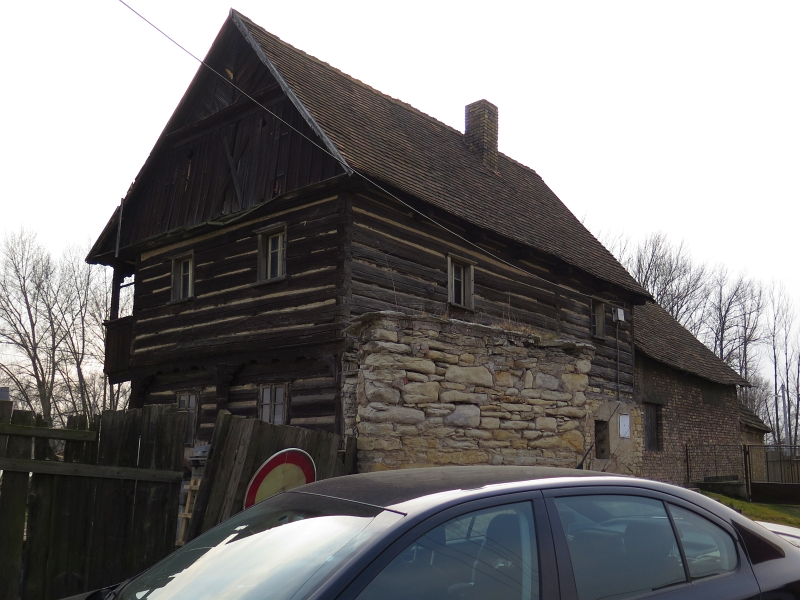
Roubený dům v Křešicích

## Obyvatelstvo
|                                                        | 1869 | 1880 | 1890 | 1900 | 1910  | 1921 | 1930  | 1950 | 1961 | 1970 | 1980 | 1991 | 2001 | 2011 |
| ------------------------------------------------------ | ---- | ---- | ---- | ---- | ----- | ---- | ----- | ---- | ---- | ---- | ---- | ---- | ---- | ---- |
| Obyvatelé                                              | 454  | 450  | 500  | 443  | 1 075 | 981  | 1 150 | 843  | 926  | 971  | 884  | 800  | 833  | 831  |
| Domy                                                   | 76   | 79   | 85   | 89   | 120   | 139  | 154   | 182  | 213  | 163  | 165  | 193  | 200  | 197  |
| Data z roku 1961 zahrnují i domy místní části Nučnice. |      |      |      |      |       |      |       |      |      |      |      |      |      |      |